# Zeev Suraski
Zeev Suraski זאב סורסקי (18 febbraio 1976) è un programmatore israeliano, sviluppatore PHP e cofondatore di Zend Technologies.

## Biografia
Laureato alla Technion di Haifa, Suraski ed il compagno di studi Andi Gutmans hanno creato PHP 3 nel 1997. Nel 1999 hanno scritto lo Zend Engine, il core di PHP 4, e fondata la Zend Technologies, che ha da allora supervisionato gli avanzamenti del PHP. Il nome Zend è un portmanteau dei loro nomi, Zeev e Andi.
Suraski è un membro della Apache Software Foundation ed è stato nominato per il Premio della FSF per l'avanzamento del software libero nel 1999. Zeev Suraski è il CTO di Zend Technologies.